# Micronoemia gerlachi
Micronoemia gerlachi là một loài bọ cánh cứng trong họ Cerambycidae.